# KZO
KZO (нім. Kleinfluggerät Zielortung) — німецький розвідувальний БПЛА.

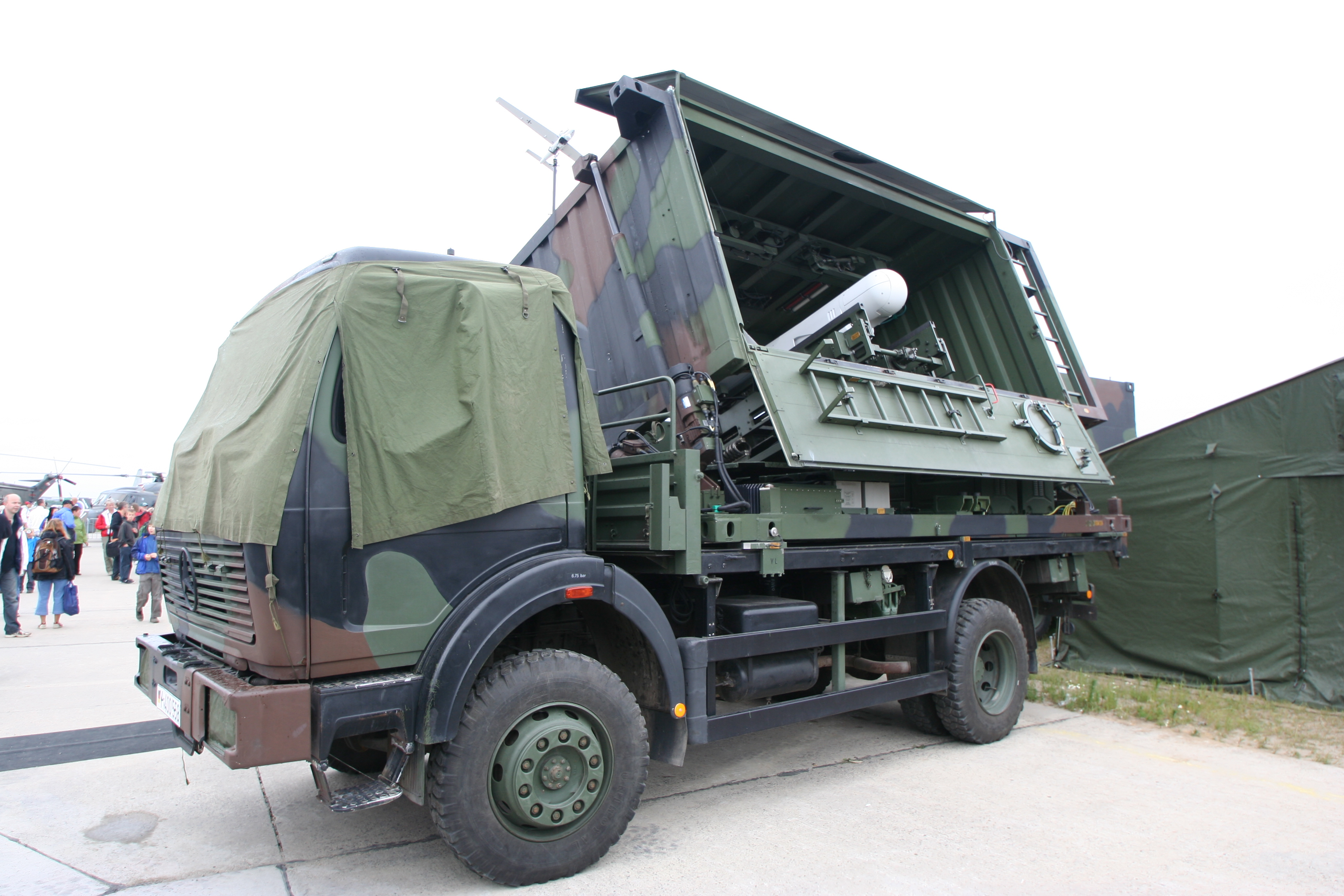
Пускова установка KZO

Призначений для телевізійної розвідки великих за площею цілей та окремих об'єктів, коригування вогню РСЗВ, артилерії та мінометів.
Запускається за допомогою ракетного двигуна, приземлення відбувається за допомогою спеціального парашута.

Бпла KZO запуск у Кундузі, березень 2012 року

Дрон оснащений інфрачервоною камерою. Програмне забезпечення комплексу управління БПЛА дозволяє автоматично розпізнавати тип цілей.

## Тактико-технічні характеристики
| Характеристика                                   | Параметр                                                               |
| ------------------------------------------------ | ---------------------------------------------------------------------- |
| Довжина                                          | 2,26 м                                                                 |
| Ширина                                           | 3,42 м                                                                 |
| Висота                                           | 0,955 м                                                                |
| Максимальна злітна вага                          | 168 кг (повністю оновлений)                                            |
| Швидкість                                        | 120–216 км/год                                                         |
| Тип двигуна                                      | Двоциліндровий задньопропелерний двигун від ZF Sachs 24 КВт (33 к. с.) |
| Висота польоту                                   | 800–3000 м                                                             |
| Радіус дії                                       | 300–3500 м                                                             |
| Максимальна висота                               | 4000 м                                                                 |
| Діапазон розвідки                                | 065 км з перешкодами, 100 км без перешкод (макс. 140 км)               |
| Мінімальний термін дії одноразового використання | 3,5 год                                                                |
| Максимальний термін дії                          | 4 год                                                                  |
| Датчики розвідки                                 | Тепловізор Zeiss “Ophelios” з 8-кратним зумом                          |

## Оператори
Бундесвер — використовується німецькими військами в Афганістані з кінця липня 2009 року.
 Україна — на озброєнні у Окремої Артилерійської бригади НГУ.